# Earthsea (mondo immaginario)
Earthsea  o Terramare è un mondo immaginario originariamente creato da Ursula K. Le Guin per il suo racconto "The Word of Unbinding", pubblicato nel 1964. Terramare divenne l'ambientazione per altri sei libri, iniziando con Il mago di Earthsea, pubblicato per la prima volta nel 1968, e continuando con Le tombe di Atuan , La spiaggia più lontana, Tehanu e I venti di Earthsea. Anche nove racconti di Le Guin sono ambientati a Earthsea; i primi due ("The Word of Unbinding" e "The Rule of Names") nella sua raccolta di racconti del 1975 "The Wind's Twelve Quarters", cinque in "Tales from Earthsea", e gli ultimi due (The Daughter of Odren del 2014 e Firelight del 2018) in una raccolta illustrata (insieme al saggio del 1993 Earthsea Revisioned) in Leggende di Earthsea (pubblicato per celebrare il cinquantesimo anniversario di Il mago di Earthsea). Collettivamente, la serie è conosciuta semplicemente come Earthsea .

## Geografia
Il mondo di Terramare è fatto di mare e isole: un vasto arcipelago di centinaia di isole circondate da un oceano per lo più inesplorato. Earthsea non contiene grandi continenti, con l'arcipelago che ricorda l'Indonesia o le Filippine. L'isola più grande, Havnor, con un diametro di circa 380 miglia (610 km) è grande all'incirca quanto la Gran Bretagna. Le culture di Earthsea non sono analoghe dirette di quelle del nostro mondo, ma sono civiltà alfabetizzate non industriali. Tecnologicamente, Earthsea è una società della prima età del ferro, con il bronzo utilizzato in luoghi dove il ferro scarseggia. Il padre di Ged, uno dei protagonisti del ciclo, è un fabbro di bronzo. Le armi includono anche l'uso del legno e di altri metalli duri ma facilmente lavorabili. Il clima generale di Earthsea è temperato, paragonabile alle medie latitudini dell'emisfero settentrionale. C'è una transizione annuale da estati calde a inverni freddi e nevosi, soprattutto nelle isole settentrionali come Gont e Osskil. Nelle regioni meridionali di Earthsea può fare molto più caldo.

## Cultura

### Gruppi etnici
Le caratteristiche razziali della popolazione di Terramare sono per la maggior parte di colorazione "rosso-marrone"; nel meridionone e nel levante e lungo Way, sono castani molto più scuri e con capelli neri e lisci; a Osskil hanno la pelle chiara.
(Il mago di Earthsea)
I Karg delle isole nordorientali, visti dai popoli hardici come barbari, hanno capelli biondi e pelle bianca.
Le Guin ha criticato ciò che lei descrive come il presupposto generale nel fantasy secondo cui i personaggi dovrebbero essere bianchi e che la società dovrebbe assomigliare al Medioevo.

### Lingue
Le genti dell'Arcipelago sono accomunate da un'unica lingua: l'hardico. Sebbene i dialetti siano inevitabilmente sorti nelle varie isole, tutti sono mutuamente intelligibili. I Karg parlano Kargish, e sull'isola di Osskil gli abitanti parlano anche Osskili.
I draghi parlano nella Vera Lingua, chiamata anche Vecchia Lingua, la lingua originale della magia.
Earthsea, con l'eccezione delle terre di Kargad, è una società alfabetizzata che utilizza un sistema di scrittura chiamato "rune hardiche". Il nome suggerisce somiglianza con l'rune germanico, ma si suppone che ci siano centinaia di rune in uso (in Il mago di Earthsea, Ged impara a leggere e scrivere "Le Seicento rune dell'hardico"), suggerendo un sistema logografico simile a quello cinese.

### Nomi
Ogni individuo tra il popolo hardico ha diversi nomi nel corso della sua vita: un nome da bambino, un nome d'uso e un "vero nome". Fino alla pubertà, una persona è conosciuta con il nome di bambino; durante il rito di Passaggio, all'età di circa tredici anni, quel nome viene loro tolto e gli viene dato il vero nome da una strega, stregone o mago. Il vero nome è una singola parola del Vero Discorso. Il proprio vero nome è un segreto gelosamente custodito, condiviso solo con coloro di cui si fida completamente perché conferisce al conoscente un grande potere sulla persona. Viene adottato un nome d'uso per le attività quotidiane. Può essere un animale (Libellula, Lepre, Lontra, Sparviero), una pianta (Ontano, Erica, Muschio, Sorbo), una sostanza (Diamante, Selce, Avorio, Diaspro, Onice) o qualcos'altro (Oro, Kurremkarmerruk, quest'ultimo senza significato). I nomi d'uso non sono univoci; ci sono, ad esempio, tre personaggi diversi chiamati Rose.
I Karg, che odiano e temono la magia, non usano questo sistema di denominazione. Hanno solo nomi singoli (Azver, Seserakh, Tenar).

## Storia
La "creazione di Éa" è una poesia di 31 strofe, la parte più antica della tradizione orale di Earthsea. Descrive come Segoy sollevò le isole di Earthsea dall'oceano nominandole nel Vero Discorso.
Si sa poco degli abitanti originari di Earthsea, ma leggende sparse suggeriscono che un tempo gli umani e i draghi fossero una sola razza. L'antica tradizione Pelnish e le leggende di Kargad descrivono un accordo tra loro chiamato Vedurnan o Verw Nadan per separarsi a causa dei loro diversi temperamenti e obiettivi. I draghi scelsero la vita libera dell'aria e del fuoco, mentre gli umani scelsero il mondo materiale della terra e dell'acqua.
All'inizio della storia umana, il regno più grande e potente era centrato sulle isole settentrionali di Enlad ed Éa, sebbene questo regno non governasse tutto Earthsea e non è chiaro se esistessero altri regni. Le guerre e gli eroi di questo periodo fanno parte della mitologia, simile alla Guerra di Troia nella cultura europea. Successivamente, quando gran parte di Earthsea passò sotto il dominio dei re di Enlad, il centro del regno si spostò da Enlad all'isola più grande, la più centrale Havnor. Questa dinastia di Grandi Re governò su tutta o quasi tutta Earthsea, ma finì subito dopo la morte di Erreth-Akbe e il regno si frammentò in molti principati e domini separati. Al tempo di Ged e all'inizio della serie, questo stato di cose persisteva da secoli, sebbene fosse stata profetizzata l'emergere di un nuovo re.